# Fernando Previtali
Fernando Previtali (Adria, 16 février 1907 - Rome, 1er août 1985) est un chef d'orchestre et compositeur italien, tenu dans le répertoire verdien comme un des plus sûrs garants de la tradition, pour sa direction claire et ferme.

## Biographie
Fernando Previtali étudie à Turin, notamment avec Franco Alfano, puis débute comme assistant de Vittorio Gui, à Florence de 1928 à 1935.
Il dirige alors à Gênes de 1935 à 1936, puis est nommé conseiller artistique à la radio italienne (RAI) de 1936 à 1953. Il y organise le cycle Giuseppe Verdi en 1951, lors du cinquantenaire de sa mort, et y présente alors de ses œuvres oubliées, telles I Lombardi, Attila, I masnadieri, La Battaglia di Legnano, etc.
Il prend alors la direction de l'Orchestre de l'Académie nationale de Sainte-Cécile de 1953 à 1973, tout en dirigeant sur toutes les scènes italiennes, notamment à Vérone. Il devient directeur artistique du Teatro Regio (Turin) en 1971.
Parmi ses créations, on note Re Hassan (1939) et Le Baccanti (1948) de Giorgio Federico Ghedini, Vole di Notte (1940) de Luigi Dallapiccola. Il a aussi dirigé d'importantes reprises, tels Doktor Faust et Turandot de Ferruccio Busoni.
Previtali a aussi composé, notamment un ballet Hallucinations, Élégie et fugue pour orchestre, et des quatuors et trios. On lui doit plusieurs révisions de musique ancienne et il a aussi publié un Guide pour l'étude de la direction d'orchestre, des articles et essais, spécialement sur Busoni.

## Discographie sélective
- Il barbiere di Siviglia - 1950
- La vestale - 1951
- Nabucco - 1951
- Ernani - 1951
- Il trovatore - 1951
- Don Carlos - 1951
- I puritani - 1952
- Il duca d'Alba - 1952
- La traviata - 1960
- Otello (Rossini) - 1960

## Filmographie sélective
- 1942 : Dans les catacombes de Venise (I due Foscari) d'Enrico Fulchignoni

## Sources
- Alain Pâris, Le dictionnaire des interprètes, Robert Laffont, 1989,  (ISBN 222106660X)